# Пам'ятай про смерть (Зоряний шлях)
Пам'ятай про смерть (Memento Mori) — четверта серія першого сезону американського телевізійного серіалу «Зоряний шлях: Дивні нові світи». Сценарій епізоду написали Деві Перес; Бо Демайо; режисер Ден Лю. Перший показ відбувся 26 травня 2022 року.

## Зміст
«Ентерпрайз» намагається доставити повітряний процесор з ядерним двигуном до колонії Федерації, але знаходить багатьох колоністів мертвими.
Дорогою, щоб доставити оновлений атмосферний процесор до колонії на Фінібусі-III, екіпаж «Ентерпрайза» вшановує тих, кого втратив під час виконання службових обов'язків, Днем пам'яті Зоряного флоту. Після прибуття Спок помічає, що супутник зв'язку поселення знищено, тому капітан Пайк відправляє десант для розслідування. Людей чи тіл не знайдено, лише плями крові, але незабаром до «Ентерпрайза» з орбіти наближається вантажний корабель, повний тих, хто вижив. Начальник служби безпеки Ла'ан Нуньєн-Сінгх допомагає евакуювати тих, хто вижив, і визнає ситуацію наявності пастки Горнів. Вона була єдиною, хто вижив після нападу Горнів у дитинстві. Не маючи змоги передати колоністів, Пайк доручає члену екіпажу Цунізі розгорнути транспортну трубу для глибокого космосу. Лідер тих, хто вижив, пам'ятає лише те, що на нього напали з орбіти, але маленька дівчинка пам'ятає звук клацання, який Ла'ан Нуньєн-Сінг одразу впізнає за часом, який вона провела в полоні Горнів.
Раптом з'являється корабель Горнів і пускає нищівний залп по «Ентерпрайзу», який не може підняти щити через випушену транспортну трубу. Атака відповідає шаблону удару Горнів по Цестусу-III майже десятиліття перед тим — використовувати колонію як приманку, заманити корабель Федерації та стріляти за бажанням.
Коли кількість жертв зростає, Пайк наказує «Ентерпрайзу» сховатися в сусідньому коричневому карлику, який кружляє навколо чорної діри, і ця тактика призведе до того, що судно Зоряного флоту та щити його переслідувача не працюватимуть.
Корабель Горнів атакує і завдає значної шкоди «Ентерпрайзу». Тим часом кадет Ухура продовжувала свій графік навчання, тепер у парі з Геммером вивчала інженерію. Вони закріплюють атмосферний процесор у вантажному відсіку, коли зброя Горна влучила в «Ентерпрайз», поранивши руку Геммера та дестабілізувавши процесор, що могло призвести до атомного вибуху. Номер Один перебуває в критичному стані у лікарні, а доктору М'Бензі та медсестрі Чапель доводиться використовувати примітивні шви, щоб закрити її рани. М'Бенга та Крістін Чапель вдаються до медицини 21-го століття, щоб лікувати поранених, коли їхнє обладнання відключається.
Екіпаж заманює корабель Горнів в атмосферу коричневого карлика поблизу чорної діри — де корабельні датчики і щити марні. Горни бачать людей як їжу для своїх дитинчат. Спок дає певну надію, винайшовши хитрий метод стеження з ворогом за допомогою примітивного радара — використання сили Коріоліса. Цей маневр дозволяє «Ентерпрайзу» знайти Горнів і використати силу тяжіння коричневого карлика, щоб скинути на корабель некеровану фотонну торпеду, яка усуває загрозу. Принаймні до тих пір, поки не буде виявлено два подібних судна, а також величезний корабель-носій Горнів. Пайк наказує «Ентерпрайзу» зануритися глибше в коричневого карлика, роблячи ставку на те, що його корабель зможе пережити аналоги Горна в середовищі високого тиску. Теорія виявляється правильною, оскільки один із кораблів нападників вибухає розчавлений тиском атмосфери коричневого карлика. Корпус «Ентерпрайза» починає руйнуватися; капітан віддає наказ герметизувати приміщення і готуватися до бою. Номер Один у медичному відсіку відмовляється від останньої медичної плазми крові на користь іншої потерпілої.
Ла'ан і Спок зголосилися взяти човник «Галілей», щоб обстежити територію за межами коричневого карлика. Розум Спока об'єднується з Нуньєн-Сінгх, щоб дізнатися про систему зв'язку Горнів, і вони використовують це, щоби обманом змусити один корабель обстріляти інший. Під час злиття розумів Ла'ан дізнається про зниклу сестру Спока. В інженерному відділі залишається 20 хвилин до вибуху. Тим часом коричневий карлик починає розпадатися. «Ентерпрайз» обертається навколо чорної діри, тимчасово зникаючи, і викидає дестабілізуючий повітряний фільтр, який вибухає та переконує присутній корабель Горнів, що «Ентерпрайз» знищено.
Встановлено маневр Пайка. «Ентерпрайз» продовжує свої дослідження.
Невіра у те що ти помреш, вб'є тебе

## Сприйняття та відгуки
На сайті «Rotten Tomatoes» епізод отримав 100 % підтримки на основі відгуків 6 критиків.
В огляді «StarTrek.com» зазначалося: «„Memento Mori“ демонструє здатність екіпажу об'єднуватися, навіть коли вони розлучені на борту власного корабля. Ухура дізнається про погляд Хеммера на очевидний конфлікт інтересів між пацифізмом Аенарів і службою в Зоряному Флоті, тоді як Номер Один посміхається, побачивши, як М'Бенга здає їй кров після операції, розумно киваючи на їхню дискусію про фанатизм навколо змішування іллірійської та людської крові у „Привидах Іллірії“. Пайк дає Ла'ан життєво важливі поради щодо лідерства та надихає команду на чудеса. Чи правильна оцінка загрози Ла'ан, і чи це буде остання зустріч Пайка з Горнами?»
В огляді «Den of Geek» серію оцінено у 4.5 зірок з 5 та зазначено: «Цього тижня Пайк перебуває у своєму найчарівнішому режимі героя: рішучий, непохитний і відданий тому, щоб зберегти спокій свого екіпажу та повністю відданий боротьбі за порятунок їхніх власних життів, він, по суті, є платонівським ідеалом капітана Зоряного флоту. Щоправда, є декілька моментів, коли ми, як глядачі, маємо задуматися, чи пішов би він на божевільний ризик, як-от цілеспрямоване огинання краю чорної діри, якби не відчував певного рівня надприродної впевненості, що його смерть не чекає для нього там. І він обмінюється кількома швидкими поглядами зі Споком, які змушують задуматися, чи не може вулканець думати про те саме.»
«TV Tropes» здійснює детальний розбір аналогій, неспівпадінь та недоречностей епізоду.
В огляді «TrekMovie.com» зазначено: "«Дивні нові світи» показують, що можуть викликати гострі відчуття в насиченому бойовиками епізоді у стилі військового фільму, який підвищує напругу та ставки. Завдяки сильним виступам, актуальній бойовій музиці та видатним спецефектам «Memento Mori» заслужив місце серед інших фільмів у цьому піджанрі. Згадаємо такі епізоди, як «Рівновага страху», «Катастрофа», «Зоряний корабель вниз», і, звичайно, «Гнів Хана». Цього разу паралелі фільмів про підводний човен були безжальними: від дзвінких сканерів і скрипучого корабля, наповненого спітнілими офіцерами, до злощасної команди, що застрягла за перегородками. Це виходило за рамки використання стилю та сленгу таких фільмів, прагнучи привнести нюанси персонажів у класичні фільми, такі як «Das Boot» або «Run Silent, Run Deep.»
На сайті «IMDb» станом на квітень 2024 року епізод отримав 7.7. з 10 зірок схвалення при 4834 голосах.

## Знімались
| Актор             | Роль              |
| ----------------- | ----------------- |
| Енсон Маунт       | Крістофер Пайк    |
| Ітан Пек          | Спок              |
| Джесс Буш         | Кристина Чапель   |
| Крістіна Чонг     | Лаан Нуньєн Сінгх |
| Селія Роуз Гудінг | Нійота Ухура      |
| Бабс Олусанмокун  | Доктор М'Бенга    |
| Мелісса Навія     | Еріка Ортегас     |
| Брюс Горак        | Геммер            |
| Ребекка Ромейн    | Номер Один        |
| Женев'єв Адам     | Дженніфер         |
| Енджел Бешара     | Танді             |
| Ава Ченг          | юна Ла'ан         |
| Кейлі Гарвуд      | лейтенант Паркер  |
| Дженніфер Хуей    | енсін Крістіна    |
| Андре Де Кім      | Кайл              |
| Аттікус Мітчелл   | енсін Тодд        |
| Оскар Морено      | Цуніга            |
| Камерон Робертс   | Ману              |